# Přepočet hvězda-trojúhelník

Trojúhelník a hvězda

Pro odpory nebo v obvodu harmonického střídavého proudu impedance zapojené ve hvězdě platí, že je možno je nahradit ekvivalentním zapojením do trojúhelníku. Zapojení do trojúhelníku se v elektrotechnice někdy označuje také písmenem D, zapojení do hvězdy písmenem Y. Zapojení do trojúhelníku a zapojení do hvězdy jsou základním způsobem zapojení elektrických spotřebičů ve třífázové soustavě.

## Vzorce
Zapojení impedancí do trojúhelníku lze nahradit zapojením vhodných hodnot do hvězdy a naopak.

### Přepočet trojúhelník-hvězda
Pro náhradu zapojení do trojúhelníku zapojením do hvězdy platí:
{\displaystyle Z_{a}={\frac {Z_{ab}\cdot Z_{ac}}{Z_{bc}+Z_{ac}+Z_{ab}}}}
{\displaystyle Z_{b}={\frac {Z_{ab}\cdot Z_{bc}}{Z_{bc}+Z_{ac}+Z_{ab}}}}
{\displaystyle Z_{c}={\frac {Z_{ac}\cdot Z_{bc}}{Z_{bc}+Z_{ac}+Z_{ab}}}}

### Přepočet hvězda-trojúhelník
Obráceně pro náhradu zapojení do hvězdy zapojením do trojúhelníku platí:
{\displaystyle Z_{ab}={\frac {Z_{a}Z_{b}+Z_{a}Z_{c}+Z_{b}Z_{c}}{Z_{c}}}}
{\displaystyle Z_{ac}={\frac {Z_{a}Z_{b}+Z_{a}Z_{c}+Z_{b}Z_{c}}{Z_{b}}}}
{\displaystyle Z_{bc}={\frac {Z_{a}Z_{b}+Z_{a}Z_{c}+Z_{b}Z_{c}}{Z_{a}}}}

## Odvození vztahů pro transfiguraci
Rovnice pro odvození přepočtu hvězdy na trojúhelník plynou ze srovnání hodnot impedancí při odpojení jednoho bodu. Rovnice pro odvození přepočtu trojúhelníku na hvězdu plynou ze srovnání hodnot admitancí při připojení dvou bodů na stejný potenciál (tj. zkratování dvou bodů).

## Srovnání zapojení do hvězdy a do trojúhelníku
Nejčastějším případem v praxi je situace při zapojování spotřebičů ve třífázové soustavě, kdy jsou všechny odpory nebo impedance zapojované do hvězdy nebo do trojúhelníku stejné nebo téměř stejné. Při ekvivalentním zapojení podle výše uvedených přepočtů je výkonové namáhání prvků stejné, v trojúhelníku je vyšší napěťové namáhání prvků, ve hvězdě tečou vyšší proudy. U cívek nebo kondenzátorů zjišťujeme, že energie v jednotlivých prvcích vychází stejně, takže změnou zapojení nic nezískáváme.
Při přepojení spotřebičů z hvězdy do trojúhelníku dochází ke zvýšení napětí na spotřebičích, a tedy ke zvýšení výkonu, konkrétně ve třífázové soustavě u symetrického spotřebiče jde o zvýšení napětí na násobek odmocniny ze tří a výkonu na trojnásobek. Možností využívanou u elektrických motorů je připojení třífázového motoru na nižší napětí (např. 3×230 V AC) při zapojení vinutí do trojúhelníku, nebo na vyšší napětí (např. 3×400 V AC) při zapojení vinutí do hvězdy. U velkých elektromotorů, kde se při rozběhu používá časové přepnutí hvězda trojúhelník a napájení 3×400 V, musí být vinutí dimenzované na 400/690 V.
- Z praxe: Mezi praktiky je všeobecně známo, že okružní pila (cirkulárka) s elektromotorem 4 kW a výše musí mít už rozběhový spínač hvězda-trojúhelník, jinak rozběhový proud asynchronního motoru vyhodí motorový jistič, a pilu není možné uvést do chodu.[zdroj?]